# Aeroportul Indian Mountain LRRS
Aeroportul Indian Mountain LRRS (IATA: UTO, ICAO: PAIM, FAA LID: UTO) este un aeroport din Alaska, Statele Unite ale Americii. Aeroportul a fost tranzitat în 2019 de 2 pasageri.
Situat la o altitudine de 388 m, aeroportul dispune de 1 pistă.

## Infrastructură

### Piste
Aeroportul dispune de o singură pistă. Pista 06/24 are suprafața de pietriș și dimensiunile 4.100 picioare × 148 picioare. 